# Cyrtopogon rattus
Cyrtopogon rattus là một loài ruồi trong họ Asilidae. Cyrtopogon rattus được Osten-Sacken miêu tả năm 1877. Loài này phân bố ở vùng Tân Bắc giới.